# Botsuana nos Jogos Olímpicos de Verão de 1984
A Botsuana competiu nos Jogos Olímpicos de Verão de 1984 em Los Angeles, Estados Unidos.

## Resultados por Evento

### Atletismo
400 m masculino
- Joseph Ramotshabi
  - Eliminatórias — 48.11 (→ não terminou)

Maratona masculina
- Wilson Theleso — 2:29:20 (→ 55º lugar)
- Johnson Mbangiwa — 2:48:12 (→ 76º lugar)
- Bigboy Matlapeng — não terminou (→ sem classificação)